# هيرب إليوت
هيرب إليوت (بالإنجليزية: Herb Elliott)‏ هو عداء المسافات المتوسطة أسترالي، ولد في 25 فبراير 1938 في برث في أستراليا.

## وصلات خارجية
- هيرب إليوت على موقع الاتحاد الدولي لألعاب القوى (الإنجليزية)
- هيرب إليوت على موقع النتائج التاريخية لألعاب القوى الأسترالية (الإنجليزية)
- هيرب إليوت على موقع اللجنة الأولمبية الدولية (الإنجليزية)
- هيرب إليوت على موقع أوليمبيديا (الإنجليزية)
- هيرب إليوت على موقع اللجنة الأولمبية الأسترالية (الإنجليزية)
- هيرب إليوت على موقع اتحاد ألعاب الكومنولث (مؤرشف) (الإنجليزية)
- هيرب إليوت على موقع قاعة أستراليا للمشاهير الرياضية (الإنجليزية)
- هيرب إليوت على موقع الموسوعة البريطانية (الإنجليزية)
- هيرب إليوت على موقع إن إن دي بي (الإنجليزية)